# Caléndula (superordenador)

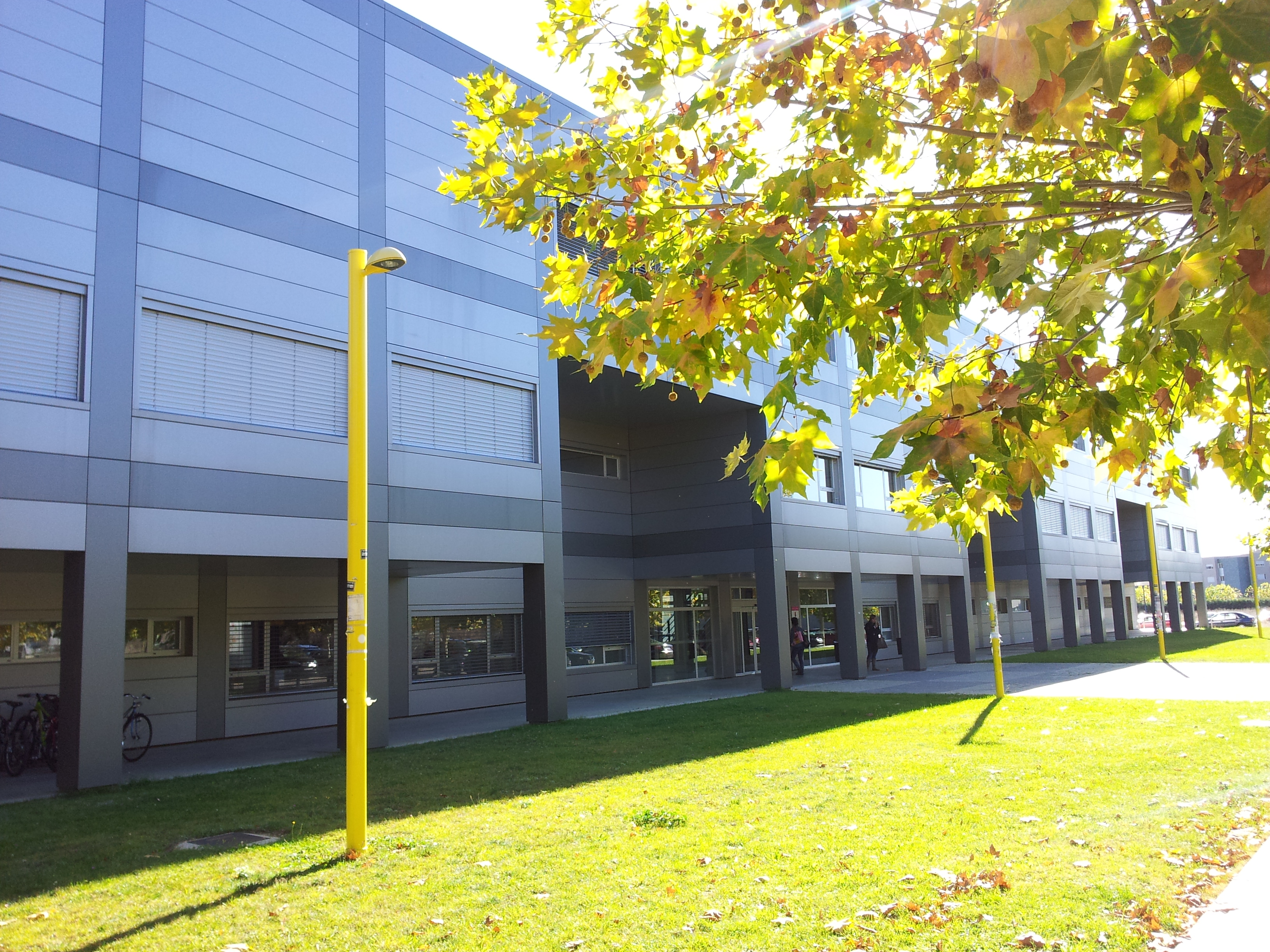
Sede del superordenador en la Universidad de León.

Caléndula es el nombre que recibe el superordenador que se ha instalado en el Edificio CRAI-TIC de la Universidad de León. El superordenador está gestionado por la Fundación del Centro de Supercomputación de Castilla y León (España).

## Arquitectura
Caléndula cuenta con tres subsistemas de cálculo:
1.- Un clúster MPI de 304 nodos de los cuales 288 son para producción y 16 para desarrollo. Concebido para aplicaciones que requieren una gran potencia de cálculo. Cada nodo contiene dos procesadores Xeon E5450 (4 cores, 3GHz, 80W) y 16 GBytes RAM. Los nodos están insertados en blades BL220C de Hewlett Packard. Están interconectados mediante una red Infiniband de muy baja latencia. El ratio MFlop/W del conjunto es de 252,63 situándose en primera posición en España en cuanto a eficiencia energética.
2.- Un clúster de memoria compartida integrado por 16 nodos, para aplicaciones que requieren una gran cantidad de memoria. Cada uno de ellos cuenta con cuatro procesadores X7450 (16 cores por nodo). De ellos, 8 Nodos tienen 128Gbytes RAM y los otros 8 tienen 256Gbytes RAM. La configuración de redes y software es similar a la del clúster MPI.
3.- Un clúster de visualización que se utiliza para procesar imágenes muy complejas o de gran tamaño. Está integrado por 9+1 Nodos cada uno de los cuales cuenta con 2 procesadores Xeon E5472 (16GB por nodo) Cada nodo contiene una tarjeta gráfica de altas prestaciones. El conjunto gestiona un mosaico de 9 monitores de 24” para visualización. El diseño de redes es similar a los otros dos clústeres.
Caléndula tiene una potencia de cálculo agregada de 33 Tflops aunque este dato está siendo ajustado en la actualidad. Dispone de 8,5 terabytes de memoria central y 110 terabytes de disco. Está pendiente la remisión de los resultados a la Lista Top500

## Infraestructuras
El superordenador ha sido instalado en espacios cedidos por la Universidad de León en el Edificio CRAI-TIC del Campus de Vegazana. Se dispone de infraestructuras eléctricas y de refrigeración redundantes dirigidas a mejorar el nivel de servicio que se presta a los usuarios.
La refrigeración de los equipos se realiza por agua y es independiente para cada armario lo que ha permitido distribuir hasta 42 kW en alguno de estos. Dada la alta densidad del centro el conjunto ocupa un espacio muy reducido: 90m2.
El consumo de potencia eléctrica de Caléndula es de 135 kW, mientras que el promedio estimado es de 160 kW, lo que arroja un PUE ("Power User Efficiency") de 1,26. Con ello se sitúa como el centro más eficiente energéticamente de los instalados en España. Los resultados relativos a la eficiencia energética serán remitidos a la lista Green500 que agrupa a los superordenadores más eficientes desde este punto de vista.